# Хрусцинек
Хрусцинек (пол. Chruścinek) — село в Польщі, у гміні Ланента Кутновського повіту Лодзинського воєводства.
Населення — 40 осіб (2011).
У 1975-1998 роках село належало до Плоцького воєводства.

## Демографія
Демографічна структура станом на 31 березня 2011 року:
|          | Загалом | Допрацездатний вік | Працездатний вік | Постпрацездатний вік |
| -------- | ------- | ------------------ | ---------------- | -------------------- |
| Чоловіки | 23      | 8                  | 13               | 2                    |
| Жінки    | 17      | 4                  | 9                | 4                    |
| Разом    | 40      | 12                 | 22               | 6                    |